# Casale del Castellaccio
Casale del castellaccio è un'area urbana del comune di Fiumicino.

## Descrizione
È una grande distesa che si trova nei pressi della frazione di Palidoro, composta per lo più da piccoli centri agricoli.